# أنتوني لاجو
أنتوني لاجو (بالإنجليزية: Anthony Lago)‏ هو دي جيه ومهندس ومنتج أسطوانات أمريكي، ولد في 16 نوفمبر 1983.
1. ↑  "Freebase". web.archive.org. 1 مايو 2016. مؤرشف من الأصل في 2016-05-01. اطلع عليه بتاريخ 2024-07-15.